# Anton Hansen
Anton o Anders Hansen fou un ciclista amateur danès, que es va especialitzar en la pista. Va guanyar una medalla de bronze al Campionat del món de Mig fons de 1896, per darrere del francès Fernand Ponscarme i el rus Mikhail Diakov.